# Franco Bolelli
Franco Bolelli (Milano, 8 luglio 1950 – Milano, 5 ottobre 2020) è stato un filosofo e saggista italiano.

## Biografia
Nacque e visse a Milano. Filosofo e saggista, fu autore di numerosi libri, in particolare Con gli occhi della tigre (per una filosofia vitale epica erotica sentimentale), Per tutti i per sempre (Amazon, 2019), +Donna +Uomo (Tlon, 2017) e Tutta la verità sull'Amore (Sperling&Kupfer, 2015), tutti e tre con Manuela Mantegazza, Si fa così (Torino, Add, 2013), Giocate! (Torino, Add, 2012), Viva Tutto! insieme a Lorenzo Cherubini in arte Jovanotti (Torino, Add, 2010).
Progettò e mise in scena decine di eventi e festival (fra i quali Il Festival dell'Amore, Frontiere, Living Simplicity, Mi030 con Stefano Boeri).
Nel 2020 scrive la presentazione del libro "Covid-19 L'inizio di una nuova era" di Fausto D'Agostino e Mario Pappagallo.
Fu redattore di Gong, scrisse per la prima storica edizione di Alfabeta, fondò Musica 80 e curò i cataloghi delle installazioni milanesi di Brian Eno.
Fu docente a contratto presso il Politecnico di Milano.

### Vita privata
Era sposato con Manuela Mantegazza e padre di un figlio.

## Opere principali
- Rumori planetari: musiche, linguaggi, universi possibili, Firenze, La casa Usher, 1982
- Vota te stesso, Roma, Castelvecchi, 1996, ISBN 88-86232-57-8
- Live, Roma, Castelvecchi, 1997, ISBN 88-8210-043-X
- Cartesio non balla: definitiva superiorità della cultura pop (quella più avanzata), Milano, Garzanti, 2007, ISBN 978-88-11-74068-1
- Con il Cuore e con le palle, Milano, Garzanti, 2005, ISBN 88-11-74052-5
- Più mondi: come e perché diventare globali, Milano, Baldini & Castoldi, 2002, ISBN 88-8490-133-2
- Viva Tutto!, con Lorenzo Jovanotti Cherubini, Torino, ADD Editore, 2010
- Giocate!, Torino, ADD Editore, 2012
- Si fa così. 171 suggestioni su crescita ed evoluzione, Torino, ADD Editore, 2013
- Tutta la verità sull'Amore, con Manuela Mantegazza, Milano, Sperling & Kupfer, 2015
- + Donna +Uomo, con Manuela Mantegazza, Roma, Edizioni Tlon, 2017
- Come Ibra, Kobe, Bruce Lee. Lo sport e la costruzione del carattere, Torino, add editore 2018
- Per Tutti I Per Sempre, con Manuela Mantegazza, Amazon, 2019
- Con gli occhi della tigre (per una filosofia vitale epica erotica sentimentale, Amazon, 2020